# La Sorcière sanglante
Pour plus de détails, voir Fiche technique et Distribution.
La Sorcière sanglante (I lunghi capelli della morte, litt. « Les longs cheveux de la Mort ») est un film d'épouvante fantastique italien  réalisé par Antonio Margheriti, sorti en 1964.

## Synopsis
En Europe centrale en 1499, Adele Karnstein est accusée de sorcellerie et du meurtre du comte Franz, qui règne sur la région. En conséquence, elle est emprisonnée dans le château du noble. Adele a deux filles : une plus jeune nommée Lisabeth et une autre, Helen Rochefort, qui prend immédiatement la défense de sa mère auprès du frère du comte assassiné, car elle est convaincue de l'innocence de sa mère. Elle suppose que quelqu'un au château avait un intérêt beaucoup plus grand dans la mort du comte Franz. Le frère de Franz ne veut pas complètement écarter l'hypothèse d'Helen et la réconforte. La mort d'Adele sur le bûcher est pourtant décidée depuis longtemps, mais il est le seul à décider quand. Il fait donc patienter Helen et exige d'elle qu'elle se donne à lui en attendant.
Le fils de Franz, Kurt, a cependant de bonnes raisons de ne pas attendre trop longtemps l'ordre d'exécution de son père et ordonne de sa propre initiative d'allumer le bûcher. La petite Lisabeth est rejointe par la servante du comte, Grumalda, et doit assister à la combustion de sa mère dans les flammes. Avant de mourir, la damnée lance des imprécations et des malédictions sauvages sur les responsables de sa mort par le feu et sur les villageois, d'après lesquelles tous les Humboldt vont également mourir le dernier jour de la fin du siècle. Helen, qui craint le pire pour elle et Lisabeth, tente de s'enfuir, mais elle est rattrapée par le frère du comte et précipitée dans une rivière au bord d'une falaise. Grumalda balaye les cendres de la prétendue sorcière Adèle et les enterre avec le corps d'Helen dans un lieu de sépulture, afin qu'au moins Lisabeth, qui doit vivre au château, puisse avoir un endroit pour faire son deuil en silence. Lisabeth, qui ressemble trait pour trait à sa mère, grandit au château Humboldt et doit, selon la volonté du comte, épouser Kurt. Celui-ci avoue, lors d'une dispute avec son père, qu'il a en réalité tué le frère de ce dernier, ou plutôt son oncle Franz, car il veut s'approprier tout l'héritage : titre, droit de seigneurie et château.
Kurt est alors déshérité par son père. Le dernier jour de l'année 1499 est arrivé. La peste fait rage partout et la malédiction d'Adele semble se réaliser, car les habitants des murs du château commencent à blâmer les Humboldt pour ce fléau et sont sur le point de prendre le château d'assaut. Puis un violent orage éclate et, à la suite d'un coup de foudre, Helen se réveille d'entre les morts et sort de sa tombe fraîche. Pendant la sainte messe de fin d'année dans la chapelle, celle que l'on croyait morte apparaît et le vieux comte est littéralement mort de peur. Helen dit à Kurt, qui tombe amoureux d'elle en un clin d'œil, que son nom n'est pas Helen, mais qu'elle s'appelle Mary. En quelques heures seulement, « Mary » a acquis un tel pouvoir sur Kurt qu'elle peut même l'inciter à empoisonner Lisabeth. L'apparition de Mary marque également la fin de la peste aux portes du château et les préparatifs commencent immédiatement au château pour célébrer l'événement.
Pour ce faire, le maréchal de la cour de Klage a recours à une vieille tradition : une grande marionnette articulée est fabriquée et les longs cheveux coupés de la survivante de la peste — symbole du caractère éphémère de tout ce qui est terrestre — sont fixés à la marionnette. Pendant ce temps, Kurt commence à avoir des visions et se rend dans la crypte familiale pour voir si le corps de Lisabeth a été empoisonné. Mais celui-ci a disparu. Soudain, la morte lui apparaît comme un fantôme revenu à la vie, et Kurt se croit proche de la folie. Dans son plus grand triomphe, Helen, alias Mary, révèle qu'elle et Lisabeth n'ont simulé la mort de la petite sœur que pour se venger de lui et des autres Humboldt, tout comme la mère des deux, Adèle, l'avait prédit sur le bûcher. Kurt est bâillonné et ligoté, complètement immobilisé. Kurt devient ainsi lui-même une marionnette grandeur nature et meurt, comme il est d'usage avec une marionnette après avoir surmonté une période difficile, en holocauste humain, d'une mort par le feu qui purifie l'âme. La terrible prophétie d'Adele a été accomplie par les filles et la vengeance est consommée.

## Fiche technique
- Titre français : La Sorcière sanglante[1]
- Titre original : I lunghi capelli della morte[2]
- Réalisation : Antonio Margheriti
- Scénario : Antonio Margheriti, Tonino Valerii et Ernesto Gastaldi
- Production : Felice Testa Gay
- Musique : Carlo Rustichelli
- Photographie : Riccardo Pallottini
- Pays de production :  Italie
- Langue originale : italien
- Société de production : Cinegai S.p.A.
- Format : Noir et blanc - 1,85:1 - Mono
- Genre : film d'épouvante fantastique
- Durée : 100 minutes
- Date de sortie : 
  - Italie : 30 décembre 1964
  - France : 8 août 1970
- Film interdit aux moins de 12 ans

## Distribution
- Barbara Steele : Helen Rochefort Karnstein / Mary Karnstein
- George Ardisson : Kurt Sebastian Weil Humboldt
- Halina Zalewska : Adèle Karnstein / Lisabeth Karnstein
- Umberto Raho (sous le nom de « Robert Rains ») : Von Klage, le prêtre
- Laura Nucci (sous le nom de « Laureen Nuyen ») : Grumalda
- Giuliano Raffaelli (sous le nom de « Jean Rafferty ») : Comte Humboldt
- Nello Pazzafini (sous le nom de « John Carey ») : le serviteur du comte
- Jeffrey Darcey : Egmond, le serviteur messager

## Production
La Sorcière sanglante a été écrit par Ernesto Gastaldi et Tonino Valerii. Gastaldi a déclaré à Tim Lucas que Valerii avait tenté de commencer sa carrière de réalisateur avec ce film, mais que le producteur avait choisi Antonio Margheriti. Gastaldi a également déclaré que le producteur n'avait pas demandé à Valerii de réaliser le film car il n'avait pas d'expérience à l'époque.
Le film a été tourné en grande partie au Castello Massimo à Arsoli, dans la province de Rome,.

### Analyse
Comme dans son premier succès Le Masque du Démon (1960) de Mario Bava, Barbara Steele développe le thème de la sorcellerie et de l'ambivalence féminine, en incarnant deux rôles à valeurs opposées : l'innocente Helen et la menaçante Mary. Elle exploitera une formule similaire dans Les Amants d'outre-tombe (1965) d'Allan Grünewald (alias Mario Caiano), qui opposera aussi la brune Muriel Arrowsmith à la blonde Jenny Arrowsmith. Cette dualité apparaissait également dans les deux facettes de la femme du Professeur Hichcock : victime ingénue dans L'Effroyable secret du docteur Hichcock (1962) et intrigante femme adultère dans sa fausse suite, Le Spectre du professeur Hichcock (1963), tous deux réalisés par Robert Hampton (alias Riccardo Freda)

## Exploitation
La Sorcière sanglante enregistre 1 452 488 entrées, en rapportant environ 321 millions de lires italiennes, bien loin du 1er film du box-office Italie 1964-1965, Goldfinger, qui totalise 15 800 000 entrées.